# Trombotisk trombocytopenisk purpura
Trombotisk Trombocytopenisk Purpura forkortet TTP er en sjælden og livstruende sygdom, hvor der udvikles blodpropper i de små blodkar (kapillærer), især i hjernen, og som tilstopper nyrene, hvilket kan føre til alvorlige organskader. Sygdommen er nært beslægtet til Hæmolytisk-uræmisk syndrom (HUS). Sygdommen er karakteriseret ved de samme symptomer som HUS, dog er nedsættelsen af nyrefunktionen ikke lige så slem, og der forefindes altid feber samt neurologiske påvirkninger ved TTP. Sygdommen rammer hyppigst voksne. 
Hyppigheden for TTP og HUS er ikke kendt. Sygdommene kan opstå i alle aldre, dog mest i 30-40 års alderen og lidt hyppigere hos kvinder. HUS hos børn kan optræde epidemisk. 
Diagnosen stilles ud fra det kliniske billede sammenholdt med blodprøver, visende en karakteristisk ødelæggelse af de røde blodlegemer og blodplademangel uden anden forklaring. 
Behandlingsmuligheder for sygdommene er bl.a. udskiftning af plasma (- er ikke nødvendigt hos børn med HUS som følge af VTEC), dialyse, samt behandling med glukokortikoider og blodfortyndende medicin.
Startes behandlingen tidligt i forløbet, vil langt de fleste patienter med TTP og HUS blive helt raske i løbet af 1-2 uger. Ca. 30 % oplever tilbagefald. 
Uden behandling er den generelle dødelighed for disse sygdomme 90-100 %.